# سوق الخميس دادس
سوق الخميس دادس هي جماعة قروية بالقرب من مدينة قلعة مگونة التي تنتمي إلى إقليم تنغير، في الجنوب الشرقي للمغرب. توجد بين بومالن دادس وقلعة مكونة. يرتاد أغلب قاطينيها قلعة مڭونة للتبضع، و قضاء الأغراض الإدارية (القيادة) و التسوق الأسبوعي (سوق الأربعاء). تعتبر منطقة فلاحية يعيش أغلب سكانها على الفلاحة وعائدات المهاجرين. كما أن خميس دادس منطقة يخترقها وادي دادس الذي يعتمد عليه اقتصاد المنطقة. كان مجموع عدد سكان جماعة سوق الخميس دادس 16.387 نسمة يعيشون في 2.400 أسرة.(تعداد السكان الرسمي 2004). تطلق على المنطقة أيضا تسمية حوض دادس، وهو مجموع القبائل التي تقع بين قلعة مڭونة و بومالن دادس، و التي تشترك في نفس الإنتماء الإثني الثقافي والإجتماعي.

## التجهيزات
تتوفر جماعة سوق الخميس على ثانويتين هما «ثانوية سيدي بويحيى» و «ثانوية عبد الكريم الخطابي» وعلى مستوصف صغير لإجراء الفحوصات الطبية البسيطة. تتوفر الجماعة على مركز بريد بني حديثاً.

## السكان
تتكون هذه الجماعة من عدة دواوير، ويتكون مجلس جماعتها من 23 عضوا.

## الدواوير
من دواوير الجماعة نذكر على سبيل المثال لا الحصر:
- ايت بولمان
- ايت بوهرو
- ايت علوان
- ايت بوبكر
- ايت قاسي
- تنصغارت
- ايت هكو
- الكومت
- امدناغ
- افري
- ايت سيدي بوبكر
- ايت لحساين
- تيليت
- ايت المسعود
- زاوية البئر
- ايت بوحدو
- امزوغ
- ايت طالب اوعلي
- ازوركا
- ايت حدوش
- ايت مجبر
- ايت مهدي
- ايت واحي ازوركا
- اكفاي
- أيت سيدي حمد
- ايت عمرو عيسى
- ايت حقي
- ايت اوزين
- اعطاشن
- تاينزا
- سرغين
- أيت ياسين
- تمنصورت
- ايت عيسي
- ايت ياهو
- ايت الحارث

## معرض الصور

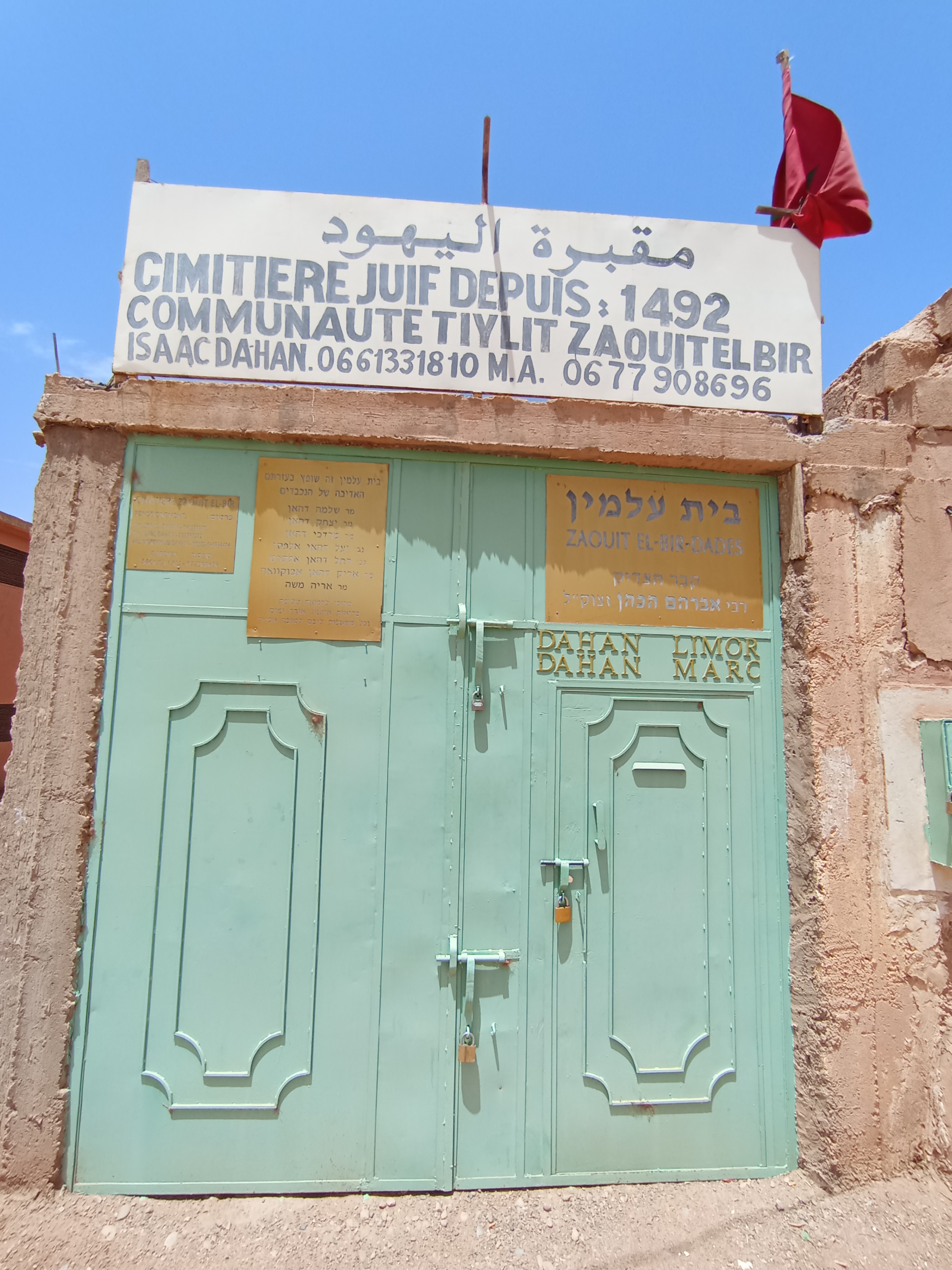
مقبرة اليهود بزاوية البئر (جماعة سوق الخميس دادس )
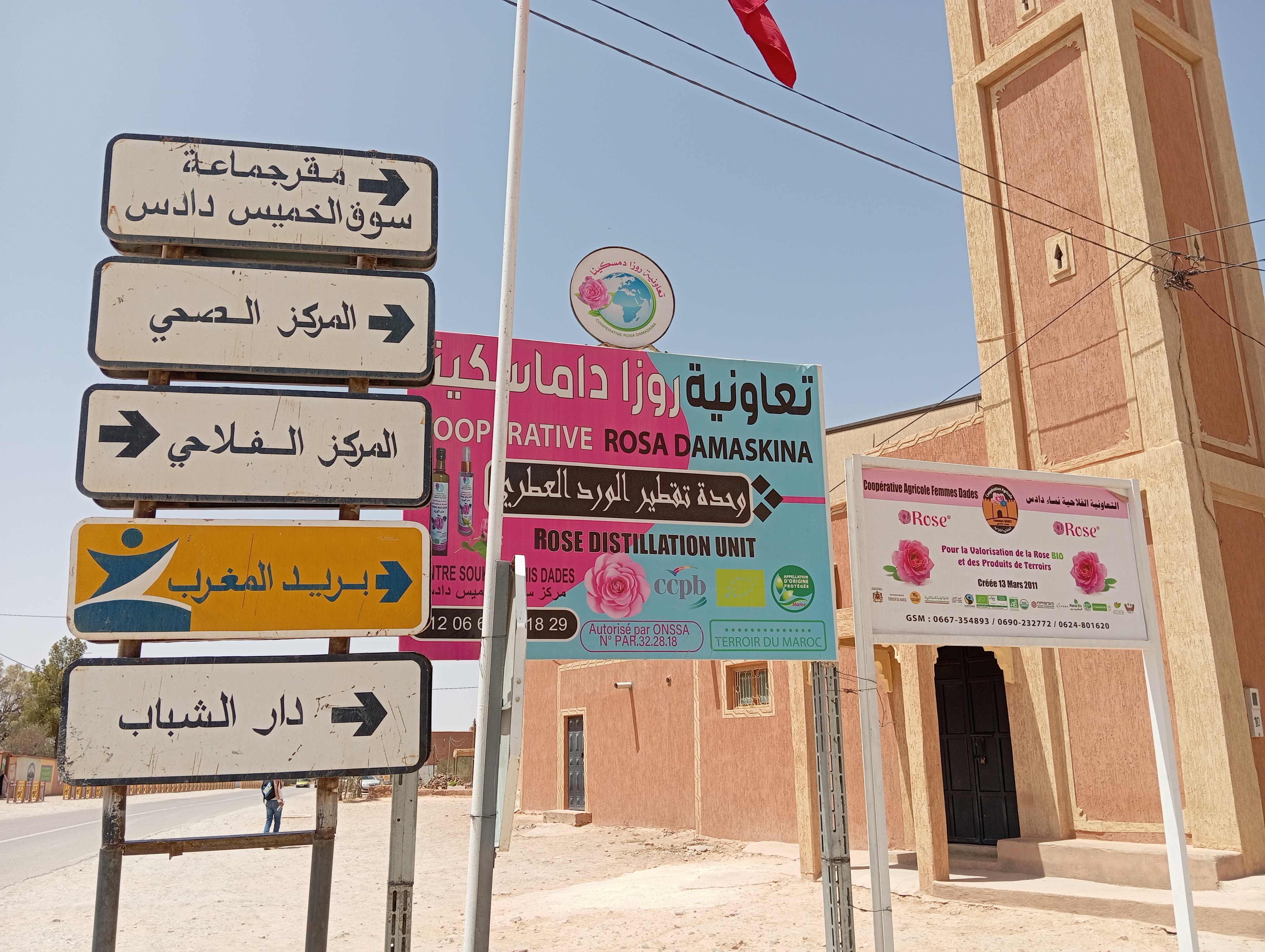
مركز سوق الخميس دادس
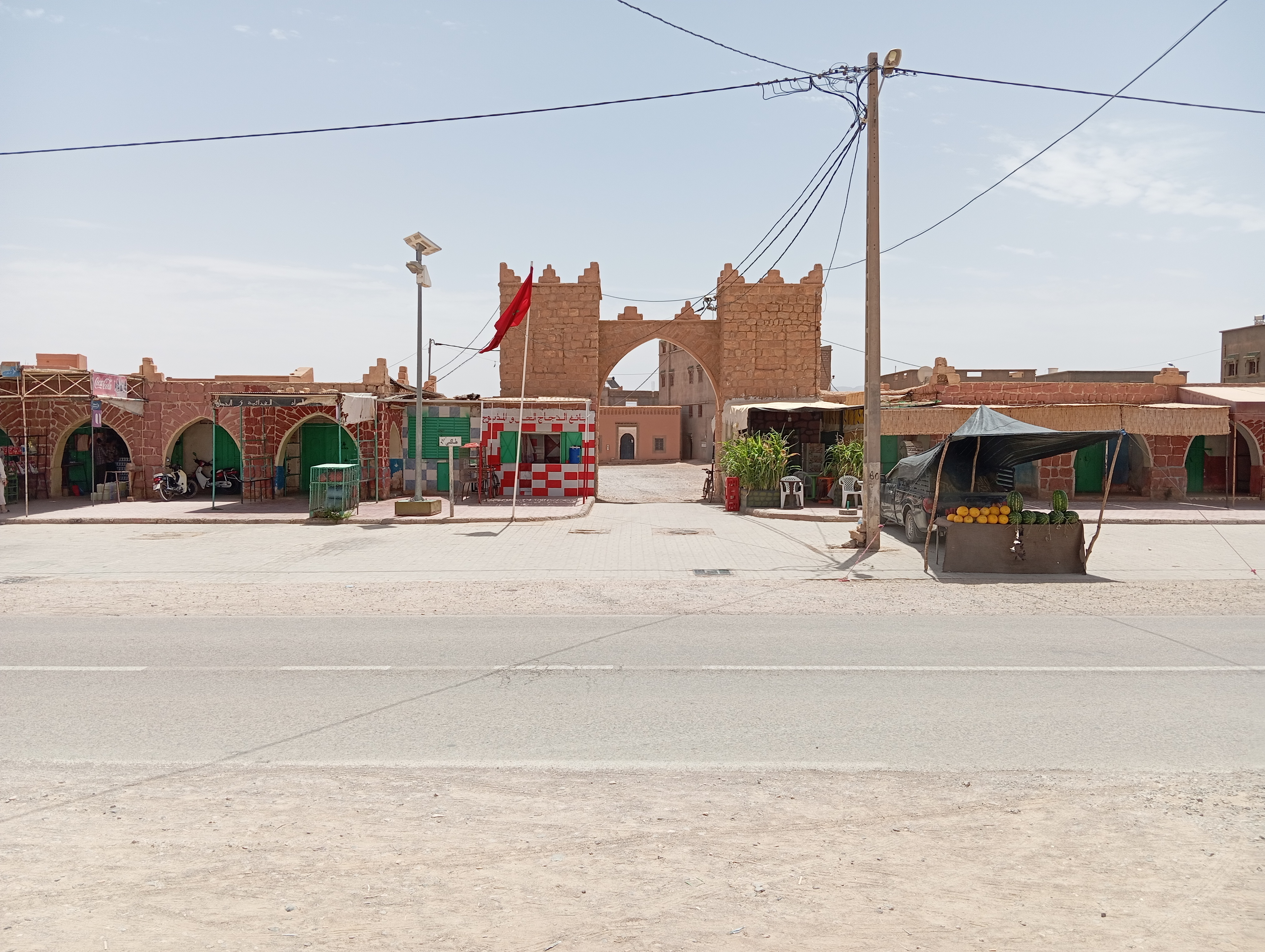
سوق الخميس دادس
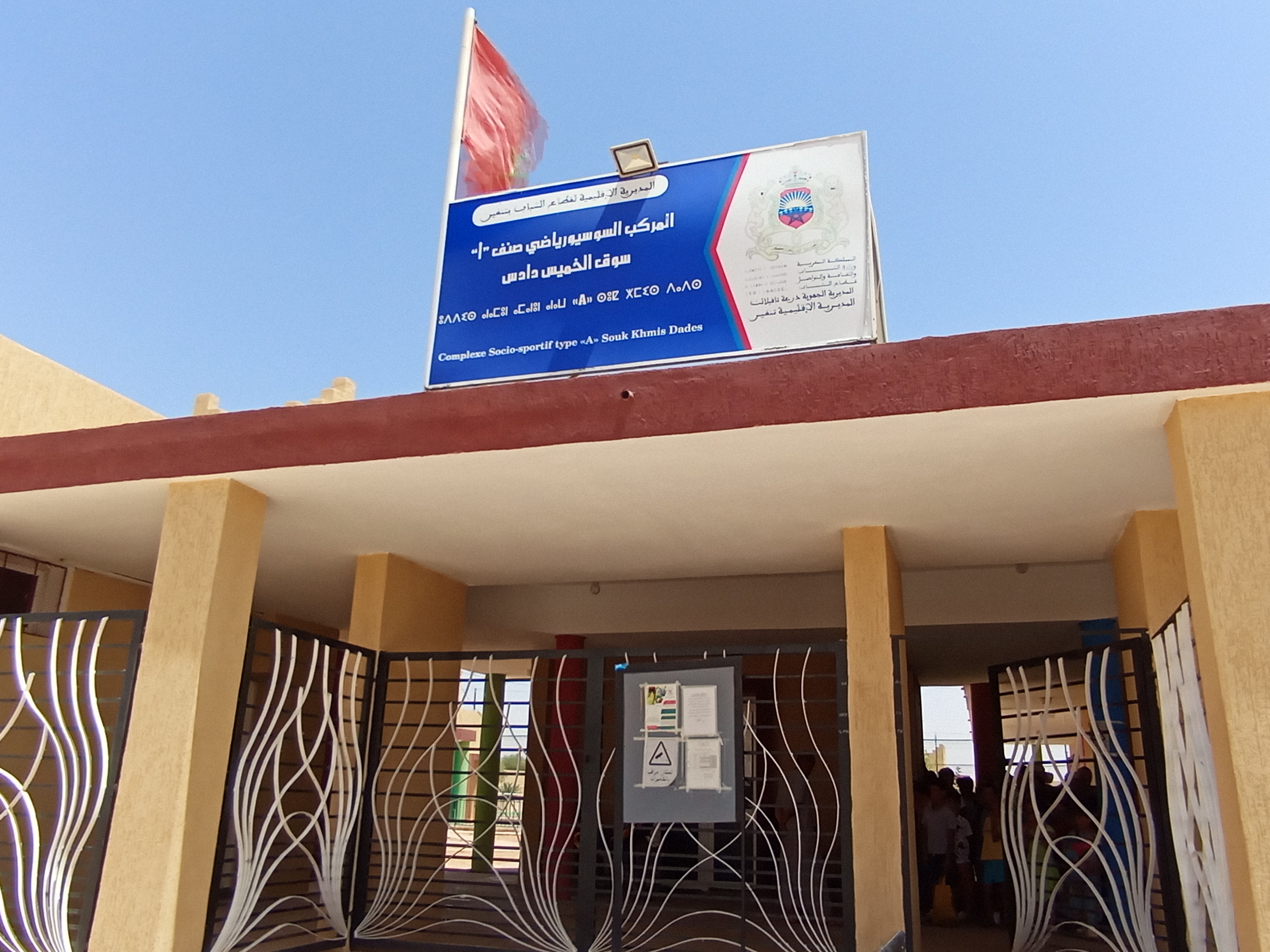
المركب السوسيو رياضي سوق الخميس دادس
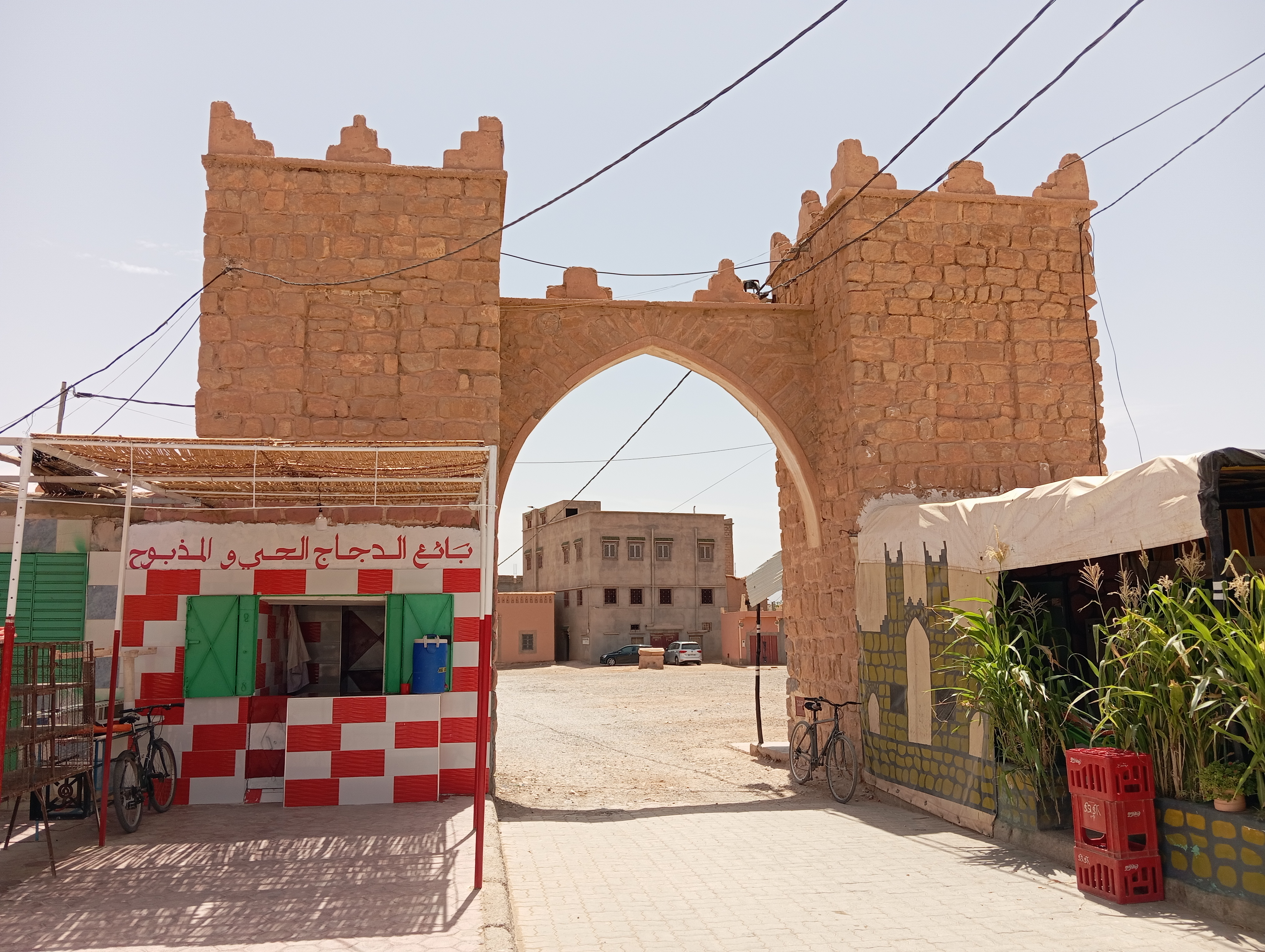
مدخل السوق الأسبوعي الخميس دادس
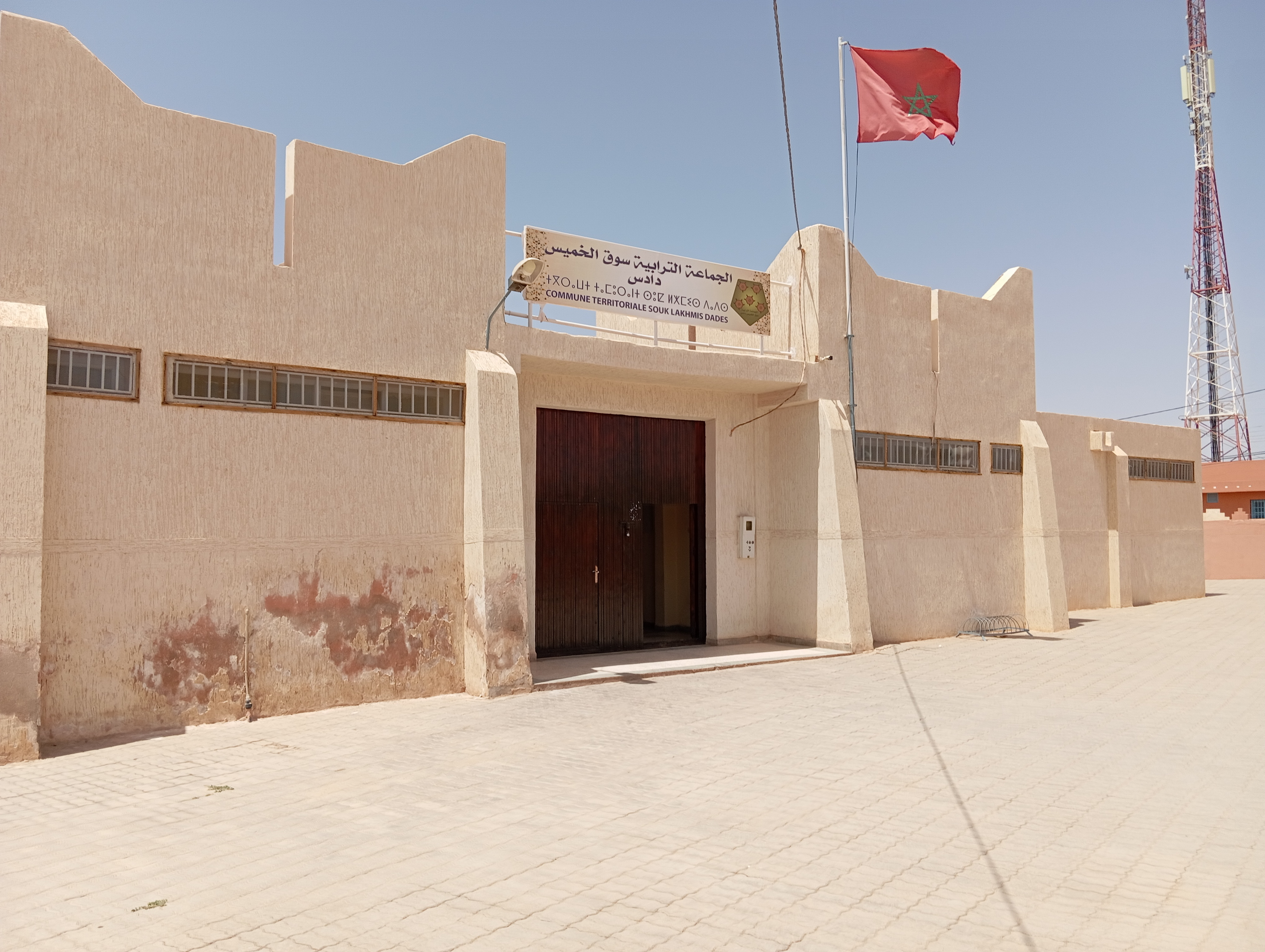
جماعة سوق الخميس دادس
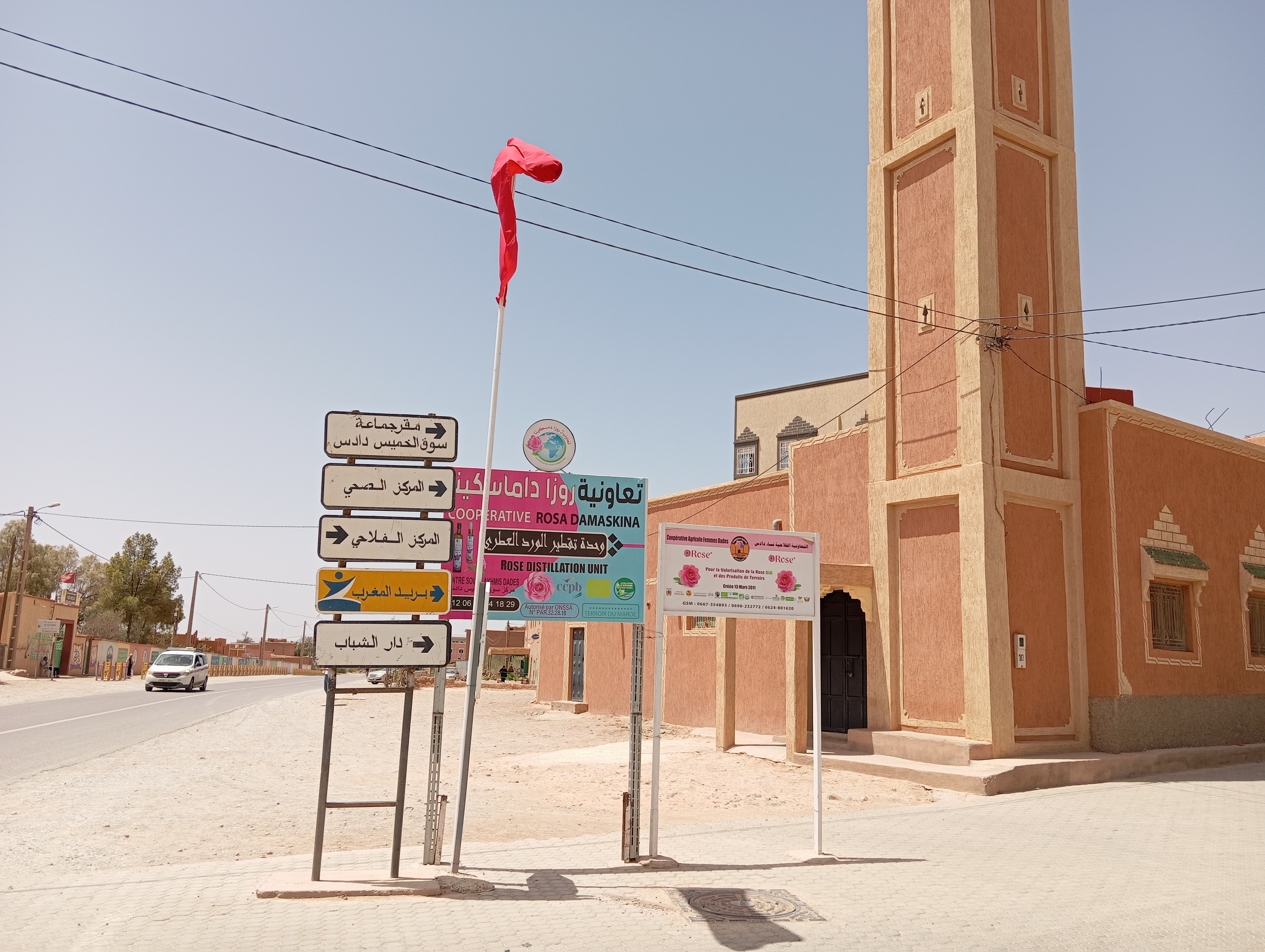
أهم الإدارات بسوق الخميس دادس